# José Vicente de Freitas

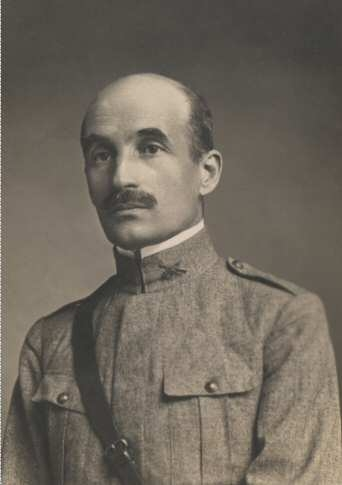
Oberst José Vicente de Freitas (um 1926)

José Vicente de Freitas [ʒuˈzɛ viˈsẽtɯ dɯ ˈfɾɐi̯tɐʃ] (* 22. Januar 1869 in Calheta (Madeira); † 6. September 1952 in Lissabon) war ein portugiesischer General, Politiker und Ministerpräsident.

## Militärische Laufbahn
Nach dem Schulbesuch schlug er eine militärische Laufbahn ein, in deren Verlauf er unter anderem 1891 zum Unterleutnant und nach seinem Einsatz in Flandern während des Ersten Weltkrieges 1917 zum Oberstleutnant und Kommandeur einer Brigade befördert wurde.
Als Offizier war er auch als Kartograph tätig. Als solcher war er 1910 Herausgeber einer Stadtkarte von Lissabon. Zu Beginn der Militärrevolution vom 28. Mai 1926 war er Oberst. Nach seinem Rücktritt als Ministerpräsident wurde er 1929 zum General befördert.

## Politische Laufbahn

### Erster Weltkrieg und Militärdiktatur
Freitas begann seine politische Laufbahn 1915 mit der Ernennung zum Zivilgouverneur des autonomen Distrikt von Funchal (Madeira). Am 28. April 1918 erfolgte seine Wahl zum Abgeordneten der Republikanischen Versammlung (Assembleia da República). Dort vertrat er die Interessen von Madeira. Als solcher unterstützte er die Bestrebungen nach der Militärrevolution vom 28. Mai 1926.
Im Laufe der Militärdiktatur wurde er am 26. August 1927 Innenminister im Kabinett von António Óscar de Fragoso Carmona. Dieses Amt übte er bis zum 18. April 1928 aus, als er schließlich selbst als Nachfolger des zum Präsidenten gewählten Carmona Vorsitzender des Ministeriums (Presidente do Ministério) und somit Ministerpräsident wurde. Während seiner bis zum 8. Juli 1929 dauernden Amtszeit übte er auch weiterhin das Amt des Innenministers aus. Vom 18. bis 26. April 1928 war er zudem Finanzminister. Das Amt übergab er dann an António de Oliveira Salazar, der die Politik der folgenden vierzig Jahre beherrschte. Später war er vom 11. Januar bis zum 8. Juli 1929 auch Minister für Kommunikation, vom 13. bis 15. Oktober 1928 war er zudem Außenminister.
Bereits 1928 wurde er auch Präsident des Stadtrates von Lissabon. Als solcher war er einer der maßgeblichen Ideologen der 1930 von ihm mitgegründeten Nationalen Union (União Nacional), die anschließend von 1933 bis 1974 die Einheitspartei war.

### Estado Novo (1933 bis 1952)
Nach der Gründung des Neuen Staates (Estado Novo) durch Salazar verlor er am 12. Februar 1933 das Amt des Präsidenten des Stadtrates, nachdem er Salazar öffentlich kritisiert hatte, weil der Diktator aus der ursprünglich als Organisation für alle Portugiesen gedachten Nationalen Union praktisch eine politische Partei machte.
1935 bis 1939 war er schließlich im Range eines Generals Kommandant der Militärakademie.